# Arthur Ellis
Arthur Edward Ellis (Halifax; 8 de julio de 1914-Brighouse; 23 de mayo de 1999) fue un árbitro de fútbol inglés.

## Trayectoria
Estuvo en competiciones internacionales de la FIFA. Arbitró en los Mundiales de 1950, 1954 y 1958.
En la Copa Mundial de 1954, en Suiza, fue el protagonista de la llamada Batalla de Berna, los cuartos de final entre Hungría-Brasil, que pasó a la historia por la violencia sin precedentes de las faltas cometidas durante el partido y por la trifulca posterior al partido.
Fue uno de los mejores árbitros del mundo, como lo demuestran los numerosos eventos internacionales a los que fue llamado a participar. Tiene algunos récords personales importantes: es el único que ha arbitrado tanto la final de los Juegos Olímpicos de 1952 (Hungría-Yugoslavia), como la final del Campeonato Europeo de Fútbol de 1960, entre Unión Soviética-Yugoslavia.